# Баржа (приток Немонинки)
Баржа (Варжа, Варже, Варсце, нем. Warsche, Warze или нем. Warzen) — река в Калининградской области России. Устье реки находится в 21 км от устья реки Немонин по правому берегу. Длина реки составляет 15 км. Площадь водосборного бассейна — 45,7 км².

## Данные водного реестра
По данным государственного водного реестра России относится к Балтийскому бассейновому округу, водохозяйственный участок реки — реки бассейна Балтийского моря в Калининградской области без рек Неман и Преголя. Относится к речному бассейну реки Неман и рекам бассейна Балтийского моря (российская часть в Калининградской области).
Код объекта в государственном водном реестре — 01010000312104300009674.

## Топографические карты
- Лист карты N-34-31 Русне. Масштаб: 1 : 100 000. Состояние местности на 1984 год. Издание 1987 г.
- Лист карты N-34-32 Советск. Масштаб: 1 : 100 000. Состояние местности на 1984 год. Издание 1987 г.